# Articulació de revolució

Articulació de revolució. Només permet el gir relatiu dels dos element units.

Una articulació de revolució o rotació, o simplement R, és un parell cinemàtic que permet un moviment de rotació relatiu al voltant d'un eix comú. L'element interior se sol anomenar pivot, monyó o espiga mentre que la part exterior se sol anomenar coixinet.
Alguns exemples pràctics de l'ús de l'articulació de rotació són les frontisses d'una porta, la unió pistó-biela d'un motor mitjançant el buló o el rebló que permet el gir d'unes estisores.
El terme articulació en anglès s'anomena rotary, revolute, pin o hinge joint. En francès liason pivot. En italià coppia rotoidale.